# Лесной Кордон (Ленинградская область)
Лесной Кордон — посёлок  в Селезнёвском сельском поселении Выборгского района Ленинградской области.

## История
Согласно административным данным 1966 года посёлок Лесной Кордон в составе Выборгского района не значился.
Согласно административным данным 1973 и 1990 годов посёлок Лесной Кордон входил в состав Селезнёвского сельсовета.
В 1997 году в посёлке Лесной Кордон Селезнёвской волости проживали 7 человек, в 2002 году — 112 человек (русские — 87 %).
В 2007 году в посёлке Лесной Кордон Селезнёвского СП проживали 18 человек, в 2010 году — 30 человек.

## География
Посёлок находится в западной части района на автодороге А181 (часть E 18) «Скандинавия» (Санкт-Петербург — Выборг — граница с Финляндией).
Расстояние до административного центра поселения — 5 км. 
Ближайшая железнодорожная платформа 138 км. 

## Демография
| 2007 | 2010 | 2017 | 2021 |
| ---- | ---- | ---- | ---- |
| 18   | ↗30  | ↘22  | ↘0   |

## Улицы
Лесная.